# Veigy-Foncenex
Veigy-Foncenex é uma comuna francesa na região administrativa de Auvérnia-Ródano-Alpes, no departamento da Alta Saboia. Estende-se por uma área de 13 km². Em 2010 a comuna tinha 3 845 habitantes (densidade: 295,8 hab./km²).